# Marjolein de Jong
Marjolein Elisabeth de Jong (* 16. Mai 1968 in Lekkerkerk, Südholland) ist eine ehemalige niederländische Volleyballspielerin.

## Karriere
De Jong spielte bis 1991 Volleyball beim VC Sneek. Mit der niederländischen Nationalmannschaft wurde sie 1991 in Italien Vize-Europameisterin. Danach wechselte sie in die deutsche Bundesliga zum USC Münster, mit dem sie 1992 Deutscher Meister wurde und den Europapokal der Pokalsieger gewann. Mit der Nationalmannschaft belegte sie bei den Olympischen Spielen in Barcelona den sechsten Platz. 1992/93 spielte die Außenangreiferin beim Bundesligisten CJD Feuerbach und 1993/94 beim französischen Verein VBC Riom, mit dem sie die nationale Meisterschaft gewann. Danach spielte de Jong in der italienischen Serie A2 bei Aster Roma. 1995 wechselte sie in ihre Heimat zum AMVJ Amstelveen. Mit der Nationalmannschaft gewann sie 1995 im eigenen Land die Europameisterschaft und nahm 1996 in Atlanta zum zweiten Mal an Olympischen Spielen teil, bei denen sie auf Platz fünf landete. In der Saison 1996/97 spielte sie erneut in der italienischen Serie A2, diesmal in Alassio bei Agnesi Volley Imperia.